# Ratiboř (Vsetíni járás)
Ratiboř település Csehországban, Vsetíni járásban. Ratiboř Kateřinice, Jablůnka, Hošťálková, Vsetín, Lhota u Vsetína, Pržno és Liptál településekkel határos. Lakosainak száma 1835 fő (2024. január 1.).

## Népesség
A település lakosságának változását az alábbi diagram mutatja:
| Lakosok száma | 1116 | 1415 | 1372 | 1172 | 1622 | 1756 | 1840 | 1867 | 1818 | 1835 |
|               | 1869 | 1890 | 1921 | 1950 | 1980 | 2001 | 2017 | 2019 | 2022 | 2024 |